# 美馬成望
美馬 成望（みま しげみ、1968年 - ）は日本の実業家。大阪府出身。ペガサスミシン製造代表取締役社長。

## 略歴
- 1992年　大阪経済大学経済学部卒業
- 2005年　ペガサスミシン製造取締役
- 2012年　同社取締役執行役員
- 2015年4月1日　同社社長に就任予定